# Мікаге-Мару № 2
Мікаге-Мару № 2 — транспортне судно, яке під час Другої світової війни брало участь у операціях японських збройних сил на Тихому океані.
Судно спорудили у 1935 році на верфі Mihara Shipbuilding у Осаці для компанії Muko Kisen.
«Мікаге-Мару № 2» залучили до операцій японських збройних сил в Океанії. Відомо, що 17 квітня 1944-го воно перебувало біля північного узбережжя Нової Гвінеї, за сім десятків кілометрів на схід від Холландії (наразі Джаяпура), де було виявлене та потоплене літаками американської армійської авіації.